# 白鳥神社 (東御市本海野)
白鳥神社（しらとりじんじゃ）は、長野県東御市海野宿にある神社。

## 概要
創立年不詳。日本武尊の死を告げる白鳥がこの地に伝来したという伝承により、白鳥大神と呼ばれていた。しかし、安政5年（1858年）に海野神社に、さらに明治13年（1880年）には白鳥神社に改称された。
治承5年（1181年）に木曽義仲は白鳥神社と千曲川を挟んで対岸にある白鳥河原に集結して挙兵した際、この神社で先勝祈願を行った。その後、海野氏や真田氏をはじめとする滋野一族の氏神として栄えた。天正10年（1541年）海野平の戦いの際、滋野一族が武田信虎に攻められ、滅亡に追い込まれた時、滋野一族の真田幸隆はこの神社の霊験を受けて敵陣へ中央突破を敢行し、戦場から脱出したという伝説が伝わる。

## 祭神
祭神は日本武尊、貞保親王、善淵王、海野広道。